# Brian Jacques
Brian Jacques (Liverpool, 15 giugno 1939 – Liverpool, 5 febbraio 2011) è stato uno scrittore inglese di romanzi fantasy e letteratura per ragazzi.

## Biografia
Fin dall'infanzia dimostra un accentuato interesse per le storie di avventura, tra cui quelle di Arthur Conan Doyle.
All'età di dieci anni, durante il primo giorno alla scuola St. John di Liverpool, sotto consegna dell'insegnante, scrive un racconto talmente bello per la sua età che l'insegnante si rifiuta di credere che il racconto non sia stato copiato. È così che Brian comprende quanto grande sia il suo talento per la scrittura. Il suo interesse volge inoltre verso la poesia, con autori come Wordsworth, Tennyson e Goldsmith. Uno dei suoi insegnanti, Alan Durband, si rivelerà in futuro molto importante per la sua carriera di scrittore. Terminata la scuola a 15 anni, viaggia per mare fino a città quali New York, San Francisco e Yokohama ma, accortosi che la vita solitaria dell'uomo di mare non fa per lui, fa ritorno a Liverpool, dove intraprende diversi impieghi. Negli anni '60, insieme ad altri 6 compagni (tra cui due fratelli) fonda un gruppo di nome The Liverpool Fishermen (I pescatori di Liverpool). Brian Jacques è conosciuto per essere l'autore della saga di Redwall, inizialmente scritta per i bambini della Royal Wavertree School per non-vedenti, che ottenne successo dopo che Alan Durband, uno dei suoi insegnanti nell'infanzia, l'ebbe presentata ad un importante editore senza avvertire Brian. In questo modo ottenne un contratto per i primi 5 libri della serie. Jacques Sposato, ha avuto due figli dalla moglie Maureen, Marc e David, entrambi residenti a Liverpool.

## La saga di Redwall
La saga di Redwall ha avuto grande successo dapprima nel Regno Unito.
Il mondo in cui sono ambientate le narrazioni di Brian Jacques è interamente popolato dagli animali tipici dei boschi inglesi. Redwall è un'abbazia, ovvero un'istituzione autosufficiente che offre asilo e cure ai bisognosi, che fu fondata in tempi antichi dal topo guerriero Martino. Ogni libro di questa saga è a sé stante, ma sono sempre presenti alcuni elementi peculiari, come la netta distinzione tra animali buoni e animali malvagi: di fatto, in ogni volume della saga, vi è sempre uno o più soggetti che giungono a minare la tranquillità delle creature che popolano i boschi, le pianure e le montagne del fantastico mondo creato dall'autore. Le opere appartenenti a questa serie sono molto descrittive proprio perché originariamente destinate ai bambini della Royal Wavertree School che, essendo non-vedenti, dovevano poter ricostruire luoghi e situazioni grazie alle descrizioni accurate presenti nei libri. Molti dei volumi in inglese non sono ancora stati tradotti.

### La saga di Redwall
- Redwall, (1993)
- Fiormuschiato, (1999)
- Mattimeo, (1998)
- Mariel di Redwall, (1998)
- Salamandastron, (1999)
- Martino il guerriero, (2002)
- Giuseppe di Redwall, (2002)
- Il reietto di Redwall, (2003)
- Le perle di Lutra, (2003)
- La pattuglia delle dune, (2004)
- La regina di Castel Vulpombra, (2004)
- La leggenda di Luca, (2005)

I successivi libri della saga non ancora pubblicati in italiano, :
- Lord Brocktree (2000)
- Taggerung (2001)
- Triss (2002)
- Loamhedge (2003)
- Rakkety Tam (2004)
- High Rhulain (2005)
- Eulalia! (2007)
- Doomwyte (2008)
- The Sable Quean (2010)
- The Rogue Crew (2011)(postumo)

### L'olandese volante
- La vera storia dell'olandese volante (2002)
- Un viaggio senza fine (2004)
- Voyage of Slaves (2006) (Mai tradotto in italiano; letteralmente Il viaggio degli schiavi)

### Altre opere
- Sette storie di paura (1999)
- The Ribbajack & Other Curious Yarns (2004) Inedito in italia